# Пјер Жалица
Пјер Жалица (Сарајево, 7. мај 1964) босанскохерцеговачки је редитељ.
Он је био редитељ неколико филмова (Mostar Sevdah Reunion 2000), такође два целовечерња играна филма, Гори ватра (2003), и Код амиџе Идриза (2004), која су добила номинације и неколико награда на европским филмским фестивалима.

## Биографија
Отац му је Миодраг Жалица.
Жалица је дипломирао на АСУ у Сарајеву где сада ради као предавач. Добитник је бројних признања на међународним фестивалима (Школа ратних вјештина, 1993; Годот Сарајево, 1993.). Заједно са Адемиром Кеновићем, коаутор је првог пост-ратног филма Савршени Круг, 1997. Редитељ је кратког играног филма Крај доба непријатности, 1998. који је приказан на бројним свјетским фестивалима (Кан, Монтреал, Лондон, Сиднеј, Минхен, Ница, Бијариц, Рим, Ротердам, Гетеборг, Сарајево).
Ожењен је Јасном Жалицом.

## Награде
- Награда за најбољи кратки играни филм - 4. СФФ Сарајево, БиХ - 1998.

## Филмографија

### Дугометражни филмови
- Гори ватра, 2003
- Код амиџе Идриза, 2004.
- Концентриши се, баба, 2020
- Празник рада, 2022

### Краткометражни филмови
- Крај доба непријатности, 1998.
  - Made in Sarajevo (1998) (сегмент „Крај доба непријатности“)

### Документарни филмови
- Mostar Sevdah Reunion 2000.
- Дјеца као и свака друга, 1995.
- MGM - Sarajevo: Čovjek, Bog, Monstrum 1994.
- Годот Сарајево, 1993.
- Школа ратних вјештина, 1993.
- Чамац, 1992.